# 第一時間
《第一时间》，是中国中央电视台财经频道的一档早间新闻资讯栏目，于2003年10月20日开播。现时栏目播出时间为每天上午7点-9点（北京时间），每期时长120分钟（含广告）。《第一时间》亦是央视首个推出节目主题曲的新闻资讯栏目。

## 节目版块
- 新闻
- 天气早餐（美食制作+各地天气播报环节）
- 第一印象（天气报告）

曾播出板块
- 昨夜今晨（分为两节，国际、国内各一节）
- 真相调查（后改名为“真相报告”）
- 媒体早餐荟
- 互动话题
- 生活早间秀（后改名为“早间秀”，仅周末播出）
- 看天下（图片新闻）
- 读报说网
- 生活观察员
- 昨日之最（后被并入到“生活早间秀”环节内）

## 开场语
- 享受充满资讯的早晨（2003.10.20-2013.4.30，2019.10.21-至今）
- 早七点，问冷暖，就在第一时间（2013.5.1-2019.10.20）

## 主持人
于2019年10月21日起，每集节目设3位主播。其中为2位演播室主播及1位气象主播。通常情况下，演播室主播负责新闻环节，气象主播负责《第一印象》版块。

### 现任

#### 演播室主播
- 女：陈蓓蓓（英语：Chen Beibei）、郭若天、白影、刘雨哲
- 男：周运、宋鹏飞、靳强、王宇、刘仲萌
- 注：以上为节目较固定主播，财经频道其他主播也会不定期主持本节目。

#### 气象主播
- 徐丛林、刘超、王玮玮、孔德俏、管文君

### 曾任
- 欧阳夏丹：为该节目早期主持人，2009年7月转入中央电视台新闻频道，之后曾担任《新闻联播》的主持人。
- 史小诺
- 马斌：为该节目早期主持人，主持该节目中的“读报”环节，个人读报风格最有特色。2009年因受黑客攻击导致私人照片在网络上曝光，此后离开央视。现为凤凰卫视新闻主播。[1][2][3]
- 王凯：原“读报”环节主持人（接替马斌职位），现已离开央视。
- 谢颖颖：现《经济信息联播》主播。
- 欧阳智薇：2009年接替欧阳夏丹职位，担任节目主持人。目前具体情况不明，有传闻指被检察机关调查[4]，但其本人在个人微博公开否认。
- 徐涛：改版后未再出镜。
- 朱轶：现《一槌定音》主持人。
- 黄婷婷：转入CCTV-5。
- 张腾岳：转入CCTV-10。
- 姚雪松：现《經濟半小時》、《经济信息联播》主播。
- 龙洋：转入CCTV-1。
- 张静：现《正点财经》、《經濟半小時》主播。
- 孟湛东：现《正点财经》、《经济信息联播》主播。

## 主题曲
该栏目主题曲为《新鲜阳光》，由喻江作词，徐向荣作曲并演唱，另有由欧阳夏丹与马斌对唱之版本。该歌曲曾于每集节目之片尾播放。2019年10月20日，此歌曲最后一次播出，随后第一时间的片尾曲换成财经频道的专属主题曲（该音乐现为财经频道各档新闻节目统一片尾曲），引起了许多《第一时间》观众的不满，许多网民在新浪微博留言，呼吁央视财经频道尽快恢复每天《第一时间》节目结束播出的主题曲《新鲜阳光》。